# Antoine Clot
Antoine Barthelemy Clot (7 de noviembre de 1793 - 28 de agosto de 1868) era un médico francés conocido como Clot Bey mientras estuvo practicando en Egipto, donde introdujo la medicina y cirugía modernas.

## Vida
Nació en Grenoble, y se graduó en Medicina y Cirugía en Montpellier. 

## Esfuerzos en Egipto
Después de practicar durante un tiempo en Marsella, se convirtió en el cirujano jefe de Mehemet Ali, virrey de Egipto. En Abu Zabal, cerca de El Cairo, entonces Hospital Kasr El Aini,  fundó un hospital y escuelas para todas las ramas de la instrucción médica, así como para el estudio de la lengua francesa; y, superando las dificultades religiosas más serias, introdujo el estudio moderno de la anatomía (ver su enseñanza en el cuadro que muestra su primera lección) mediante la disección. En 1832 Mehmet Ali le concedió la dignidad de bey sin requerirle que abjurara de su religión católica; y en 1836 recibió el rango de general, y fue nombrado cabeza de la administración médica del país.

## Regreso a Francia
En 1849 regresó a Marsella, aunque volvió a visitar Egipto en 1856. 

## Fin de vida
Murió en Marsella en 1868, a los 74 años. 
- Relación de las epidemias de cólera que se desataron en el Hiyaz, Suez, y Egipto (1832)
- De La Peste observe en Egypte (1840)
- Apercu general sur l'Egypte (1840)
- Coup d'oeil sur la peste et les quarantaines (1851)
- De l'ophthalmie (1864)

## Legado
- Una calle en su ciudad natal de Grenoble lleva su nombre.
- Una calle en la ciudad de El Cairo lleva su nombre.[2]
- Estatuas suyas están presentes en Kasr El Aini Hospital y en su museo.
- La alondra picocorda, un pájaro del norte africano y el desierto sirio y árabe, nombre científico Rhamphocoris clotbey, fue nombrado en honor de Clot por el naturalista Charles Lucien Bonaparte.

## Galería de imágenes

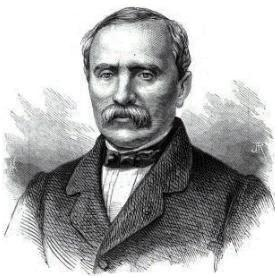
Antoine Barthelemy Clot (1793-1868).
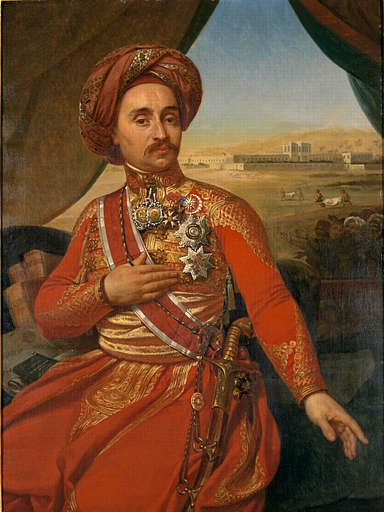
Retrato de Clot, como Doctor-Bey en uniforme del Ejército egipcio (Museo de Grenoble).
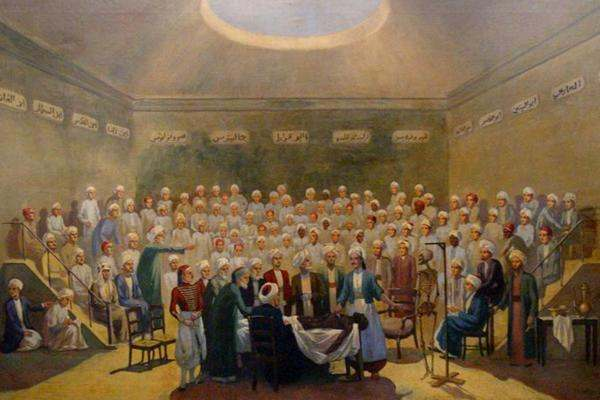
Clot Bey en uniforme del ejército egipcio enseñando la primera lección de anatomía moderna en Abu-Zaabal, el 20 de junio de 1829. A la lección asistieron algunos sheiks (jefes) de la universidad al-Azhar.
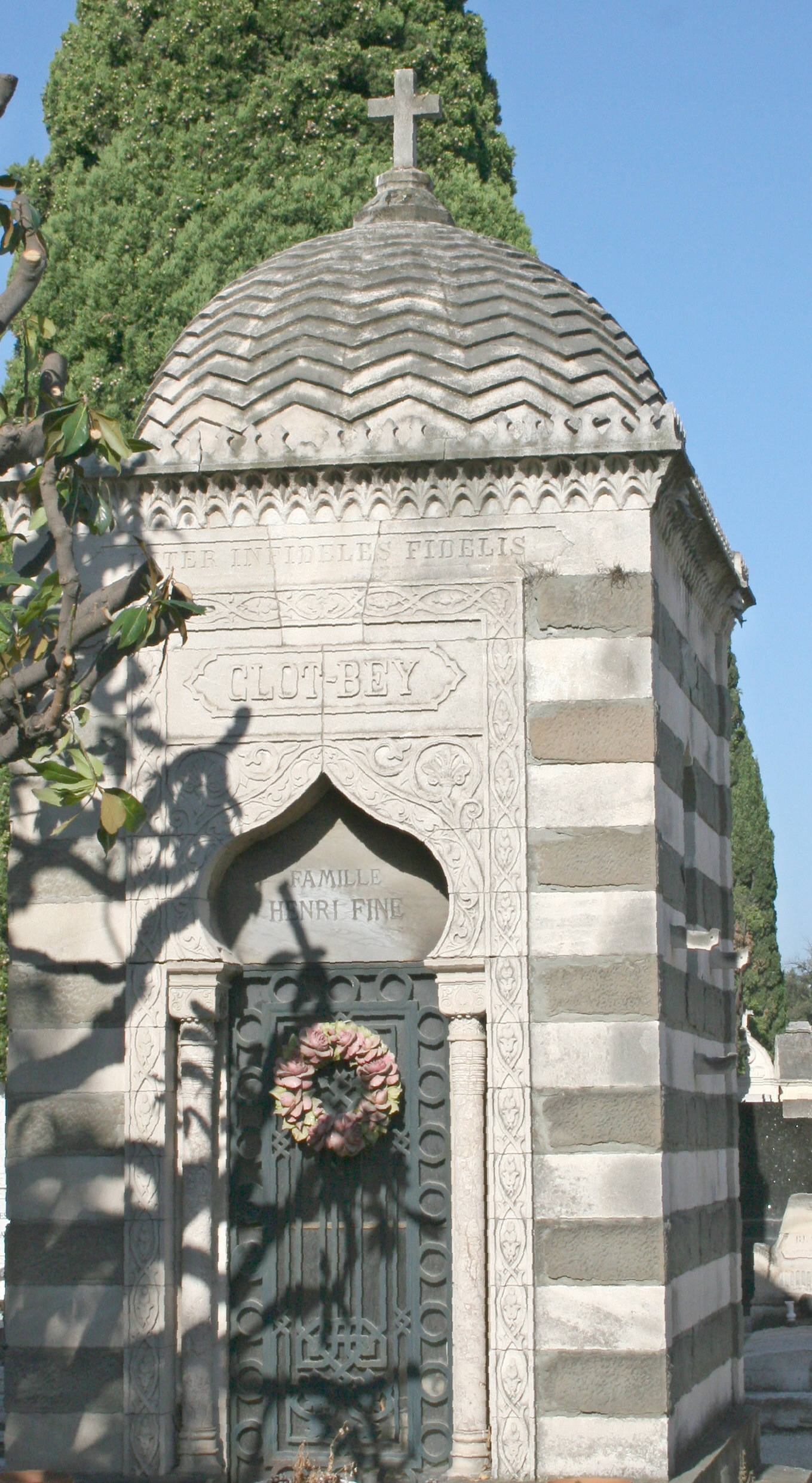
Tumba de Clot-bey en Marsella, Francia.